# James Buckland
Pour les articles homonymes, voir Buckland.
Pas d'image ? Cliquez ici

a Compétitions nationales et continentales officielles uniquement.

b Matchs officiels uniquement.
Dernière mise à jour le 26 juin 2025.
James Buckland, né le 21 septembre 1981 à Aylesbury (Angleterre), est un joueur de rugby à XV évoluant au poste de talonneur.

## Carrière
James Buckland rejoint les Leicester Tigers dans le championnat d'Angleterre lors de l'été 2002 en provenance des Northampton Saints, et joue avec ce club jusqu'en 2007. Il rejoint ensuite les London Wasps pour une saison. En 2008, il s'engage avec les London Irish. Il met un terme à sa carrière de joueur en 2012.

## Palmarès
- Finaliste de la Coupe d'Europe en 2007 avec les Leicester Tigers
- Vainqueur du Championnat d'Angleterre en 2007 avec les Leicester Tigers et en en 2008 avec les London Wasps
- Finaliste du Championnat d'Angleterre en 2009 avec les London Irish